# Michael Woods
Michael Russell Woods (født 12. oktober 1986 i Toronto) er en canadisk professionel landevejscykelrytter som cykler for Israel-Premier Tech.
Han repræsenterede Canada ved Sommer-OL 2016, hvor han blev nummer 55 i linjeløbet.

## Meritter
2013
9. plads, Tour de Beauce
2014
6. plads, Tour de Beauce
2015
1. plads, Clássica Loulé
2. plads, Tour of Utah
5. etape
2. plads, Philadelphia Cycling Classic
4. plads, Tour of the Gila
5. etape
10. plads, Tour of Alberta
 Bedste canadier
2016
5. plads, Tour Down Under
2. plads, Milano-Torino
2017
2. plads, GP Miguel Indurain
9. plads, Liège-Bastogne-Liège
2018
17. etape, Vuelta a España
2019
2. etape, Herald Sun Tour
1. plads, Milano-Torino
2020
3. etape, Tirreno-Adriatico
7. etape, Vuelta a España
2021
2. etape, Tour des Alpes-Maritimes et du Var
4. etape, Romandiet Rundt
2022
2. etape, Gran Camiño
Samlet + 3. etape, Route d'Occitanie
2023
9. etape, Tour de France
Samlet + 3. etape, Route d'Occitanie